# أليكس كالدويل
أليكس كالدويل (بالإنجليزية: Alex Caldwell)‏ (23 أكتوبر 1954 - ) هو مدرب كرة قدم ولاعب كرة قدم بريطاني في مركز الدفاع. لعب مع نادي دندي.